# Östra Finska vikens nationalpark
Östra Finska viken (finska: Itäisen Suomenlahden Kansallispuisto) är en nationalpark i sydöstra Finland Den ligger i landskapet Kymmenedalen, 110 km öster om huvudstaden Helsingfors. Den är belägen i Pyttis, Kotka, Fredrikshamn och Vederlax kommuner. Nationalparken omfattar den yttersta skärgården inom de östligaste kustkommunerna vid Finska viken. De hundra holmarna och skären inom parken är utspridda över ett stort, över 60 km brett, vattenområde långt från fastlandet och de bebodda öarna. Den har en landareal på 6 km². Den grundades 1982.
Klimatet i området är tempererat. Årsmedeltemperaturen i trakten är 6 °C. Den varmaste månaden är augusti, då medeltemperaturen är 16 °C, och den kallaste är februari, med −1 °C.